# Wer nur den lieben Gott lässt walten, BWV 93
Wer nur den lieben Gott lässt walten, BWV 93 (Aquell qui deixa fer al bon Déu), és una cantata religiosa de Johann Sebastian Bach per al cinquè diumenge després de la Trinitat, estrenada a Leipzig el 9 de juliol de 1724.

## Origen i context
De la versió estrenada l'any 1724, nomé se'n conserven uns fragments dels primers números, el material fou reescrit cap als anys 1732-1733 en la forma que ens ha arribat. L'autor desconegut basa el llibret en l'himne, també de set estrofes, de Georg Neumark de 1640, que li dona títol, que principalment exalta la confiança en Déu. Els números 1, 4 i 7 repeteixen el text de les estrofes corresponents, mentre que les altres estrofes s'usen d'una manera més lliure. Tots els números de la cantata contenen alguna cita del coral que dona títol a la cantata, fet que li transmet un equilibri molt notable. El text fa referència a les lectures del dia, la Primera carta de Pere (3, 8-15) que explica com s'ha de viure com a cristians i de l'evangeli de Lluc (5, 1-11), que narra  l'abundant pesca que miraculosament aconsegueixen Pere i els seus pescadors. Per a aquest diumenge només es conserva una altra cantata la BWV 88.

## Anàlisi
Obra escrita per a soprano, contralt, tenor, baix i cor;  dos oboès d'amor, corda i baix continu. Consta de set números, que contenen al mig el text inalterat de l'himne original, amb un parell de números, abans i després, un recitatiu i un ària, que parafrasegen les estrofes, mentre que el primer i darrer número mantenen els textos primigenis.
1. Cor: Wer nur den lieben Gott lässt walten (Aquell qui deixa fer al bon Déu)
2. Recitatiu i coral (baix): Was helfen uns die schweren Sorgen? (De què ens serveixen els desassossecs?)
3. Ària (tenor): Man halte nur ein wenig stille (Cal estar ben assossegat)
4. Ària (duet de soprano i contralt): Er kennt die rechten Freudesstunden (Ell coneix els vers moments de joia)
5. Coral i recitatiu (tenor): Denk nicht in deiner Drangsalhitze (No tinguis gran tribulació)
6. Ària (soprano): Ich will auf den Herren schaun (Vull alçar els meus ulls al Senyor)
7. Coral: Sing, bet und geh auf Gottes Wegen (Canta, resa i vés pels camins de Déu)

L'obra comença amb un cor d'una riquesa excepcional, amb un cant joiós elaborat en un ambient concertant del coral, tant pels solistes com pels instruments. Els recitatius dels números 2 i 5, de baix i tenor, respectivament, són molt semblants, acompanyats només del baix continu, alternen versicles originals de l himne amb d'altres d'afegits. L'ària de tenor, número 3, amb la corda i el continu, té un aire de minuet, i el número següent, el moviment central, és una fantasia sobre la melodia del coral, amb el soprano, el contralt i les cordes a l'uníson; una part d'aquest duo fou transcrit per a orgue, pel mateix Bach, en un dels Corals Schübler (BWV 647). L'ària de soprano, número 6, acompanyada pel primer oboè i el continu, consta de dues parts i en el tema inicial pràcticament no fa ús del coral. Com és habitual, el coral final és d'una gran sobrietat harmònica amb un predomini de caràcter homòfon de les quatre veus, amb els oboès i violins doblant la melodia. Té una durada aproximada de gairebé vint minuts.

## Discografia seleccionada
- J.S. Bach: Das Kantatenwerk. Sacred Cantatas Vol. 5. Nikolaus Harnoncourt, Tölzer Knabenchor (Gerard Schmidt-Galen, director), Concentus Musicus Wien, Wilhelm Wiedl (solista del cor), Paul Esswood, Kurt Equiluz, Ruud van der Meer. (Teldec),1994.
- J.S. Bach: The complete live recordings from the Bach Cantata Pilgrimage. CD 31: Blasiuskirche, Mühlhausen; 23 de juliol de 2000. John Eliot Gardiner, Monteverdi Choir, English Baroque Soloists, Joanne Lunn, William Towers, Kobie van Rensburg, Peter Harvey.(Soli Deo Gloria), 2013.
- J.S. Bach: Complete Cantatas Vol. 13. Ton Koopman, Amsterdam Baroque Orchestra & Choir, Deborah York, Franziska Gottwald, Paul Agnew, Klaus Mertens. (Challenge Classics), 2003.
- J.S. Bach: Cantatas Vol. 23. Masaaki Suzuki, Bach Collegium Japan, Yukari Nonoshita, Matthew White, Makoto Sakurada, Peter Kooij. (BIS), 2004.
- J.S. Bach: Church Cantatas Vol. 29. Helmuth Rilling, Gächinger Kantorei, Bach-Collegium Stuttgart, Arleen Augér, Ann Murray, Adalbert Kraus, Walter Heldwein. (Hänssler), 1999.
- J.S. Bach: Cantatas for the Liturgical Year Vol. 2. Sigiswald Kuijken, La Petite Bande, Siri Thornhill, Petra Noskaiova, Cristoph Genz, Jan van der Crabben. (Accent), 2006.
- J.S. Bach: Cantatas BWV 39, 73, 93, 105, 107 & 131. Philippe Herreweghe, Collegium Vocale Gent. (Virgin), 2002.